# Xavier Sabaté
Xavier Sabaté Ibarz (Flix, 7 de julio de 1953) es un político español.
Aunque nació en Flix, reside en Tarragona desde 1970. Es Licenciado en Filología Catalana y maestro de EGB. Aficionado a la música y a la informática. Fue de los primeros políticos de España en usar Internet y disponer de página web, que reconvirtió en un blog.

## Trayectoria política
Está afiliado al partido socialista desde 1976. Participó en la Asamblea de Cataluña y en el proceso de constitución del Partit dels Socialistes de Catalunya.
Fue el primer secretario de la Federación Socialista en las comarcas de Tarragona y miembro del Consejo Nacional del PSC.
Fue Concejal del Ayuntamiento de Tarragona, en el gobierno de 1983 a 1989, ejerció de teniente de alcalde delegado de Servicios Personales (Cultura, Sanidad, Servicios Sociales, Deportes y Juventud) y de Relaciones Ciudadanas. Estuvo en la oposición de 1989 hasta 1995 y más tarde, de 1999 hasta el 2003.
De 1983 al 1987, fue diputado provincial donde ejerció como portavoz del grupo socialista. También fue senador entre 1986 y 1989.
Fue el candidato más votado en la circunscripción provincial de Tarragona y en la ciudad de Tarragona en las elecciones generales de 1993, de 1996 y del 2000. Como diputado en el Congreso ocupó los cargos de secretario de la Comisión de Infraestructuras y vicepresidente de la de Medio Ambiente entre otros.
En enero de 2004 fue nombrado por el presidente de la Generalidad, Pascual Maragall delegado del Gobierno Catalán en Tarragona y el 15 de mayo de 2006, Consejero de Gobernación y Administraciones Públicas.
Elegido diputado en las elecciones al Parlamento de Cataluña del 1 de noviembre del 2006, dimitió en enero del 2007 tras ser nombrado de nuevo por el presidente José Montilla delegado del Gobierno de la Generalidad en Tarragona.
En las elecciones al Parlamento de Cataluña del 28 de noviembre del 2010 fue elegido diputado y se le asignó la función de Portavoz adjunto del Grupo Socialista.